# Brunswick Rifle
Die Brunswick Rifle ist eine Vorderladerbüchse mit Perkussionsschloss, welche zur Mitte des 19. Jahrhunderts von der British Army eingeführt wurde und rund ein halbes Jahrhundert gefertigt wurde. Sie war das erste Gewehr der britischen Armee mit Perkussionsschloss.

## Geschichte
Die britischen Streitkräfte hatten mit der Baker Rifle bereits in den Napoleonischen Kriegen eine Infanteriewaffe mit gezogenem Lauf eingesetzt. In den 1830ern suchten die Streitkräfte nach einem modernisierten Ersatz für das Gewehr.
Die Brunswick-Rifle wurde 1836 entwickelt und die nächsten fünfzig Jahre an ausgewählte Einheiten der britischen Armee ausgegeben. Diese setzte das Gewehr in verschiedenen Kolonialkriegen ein. Einige Exemplare wurden an die Konföderation im Amerikanischen Bürgerkrieg geliefert und auch eingesetzt. Die Produktion der Waffe begann 1837 und wurde über rund ein halbes Jahrhundert nach ihrer Einführung produziert. Im Test zeigte die Waffe auf lange Reichweiten eine etwas höhere Treffergenauigkeit als die Baker Rifle.
Das Gewehr wurde nach dem Herzogtum Braunschweig benannt, zu dem die britische Krone dynastische Verbindungen pflegte und wo ein ähnliches Gewehr eingeführt worden war.

## Technik
Die Waffe war 1160 mm lang bei einem Gewicht von 4,5 Kilogramm. Sie wurde als Vorderlader von der Mündung her mit einem kugelförmigen Projektil geladen. Das kugelförmige Projektil verfügte über ein hervorstehendes Metallband, welches in die Züge und Felder des gezogenen Laufes griff. Die Waffe hatte eine effektive Reichweite von rund 275 Metern.